# سلستینو روچا دا کوستا
سلستینو روچا دا کوستا (انگلیسی: Celestino Rocha da Costa؛ ۲۵ سپتامبر ۱۹۳۸ – ۲۳ دسامبر ۲۰۱۰) سیاست‌مدار اهل سائوتومه و پرنسیپ بود. وی از ۸ ژانویه ۱۹۸۸ تا ۷ فوریه ۱۹۹۱ نخست‌وزیر این کشور بود.
سلستینو روچا دا کوستا در ۲۳ دسامبر ۲۰۱۰، در سن ۷۲ سالگی درگذشت.